# Walter Map
Walter Map (* um 1140; † zwischen 1208 und 1210) war ein englischer Schriftsteller walisischer Herkunft.
Map studierte an der Universität von Paris Theologie, wurde später Archidiakon in Oxford und wirkte als bedeutender Gelehrter am Hof des englischen Königs Heinrich II. Im Jahr 1179 war er Delegierter am Dritten Laterankonzil.
Einziges überliefertes und ihm sicher zuzuordnendes Werk ist De Nugis Curialium (1181–1193).

## Werkedition
- Gualteri Mapes De nugis curialium distinctiones quinque, ed. Thomas Wright. London: Camden Society, 1850 (Lateinischer Text, online)
- Walter Map, De nugis curialium, ed. M. R. James. Oxford, 1914. Anecdota Oxoniensia, Medieval and modern series, 6 (Lateinischer Text).
- Walter Map’s De nugis curialium, tr. M. R. James. 1923. Cymmrodorion Record Series no. 9 (Übersetzung).
- Walter Map: De nugis curialium. Courtiers’ trifles. Edited and translated by M. R. James. Revised by C. N. L. Brooke and R. A. B. Mynors. Clarendon Press, Oxford 1983, ISBN 0-19-822236-X (Lateinischer Text mit englischer Übersetzung).